# Vladislav Mylnikov
Vladislav Valeryevich Mylnikov (en Russe : Владислав Валерьевич Мыльников), né le 12 septembre 2000 à Kourtchatov, est un escrimeur russe pratiquant le fleuret.

## Carrière
Vladislav Mylnikov est champion du monde junior par équipe en fleuret en 2018 et 2019. En 2019, il est vice-champion en individuel battu par son compatriote Kirill Borodachev.
Avec les frères jumeaux Kirill Borodachev et Anton Borodachev, il fait partie de cette toute jeune équipe de fleurettistes qui participera aux Jeux olympiques de Tokyo, laissant au sénior Timur Safin une place de remplaçant dans l'équipe olympique.
En individuel, Mylnikov passe par un tour préliminaire où il défait l'Algérien Salim Heroui puis s'impose face à l'Américain Gerek Meinhardt ; son parcours s'arrête en huitième avec une défaite contre l’Égyptien Alaaeldin Abouelkassem 15 touches à 12.
Lors de l'épreuve par équipes, les juniors russes éliminent Hong Kong en quarts de finale et créent ensuite un exploit en éliminant les grands favoris américains en demi-finale ; Mylnikov est remplacé par Safin pour le septième assaut de la demi-finale et ne participe pas à la finale où l'équipe russe tout entière subit une sévère défaite contre l'équipe de France (28-45). Il est toutefois médaillé d'argent olympique comme escrimeur ayant participé à ce succès pour cette jeune génération.

## Palmarès
- Jeux olympiques
  -  Médaille d'argent par équipes aux Jeux olympiques de 2020 à Tokyo

- Championnats d'Europe
  -  Médaille de bronze par équipes aux championnats d'Europe 2025 à Gênes